# Natalizumab
Natalizumab is een middel voor de behandeling van Multiple sclerose (MS) dat eenmaal per maand via een infuus (intraveneus) wordt toegediend. Natalizumab, een monoklonaal antilichaam, verhindert dat witte bloedcellen vanuit het bloed het centraal zenuwstelsel bereiken en de zenuwcellen en hun uitlopers door ontstekingen worden vernietigd. De schade bij MS-terugvallen, zoals gezien op MRI-scan, wordt immers veroorzaakt door die cellen die de hersenen binnendringen.
Het middel is in 2004 geregistreerd onder de merknaam Tysabri® en de fabrikant is Biogen.

## Voor welke patiënten is natalizumab bestemd?
Studies bij patiënten met relapsing-remitting multiple sclerose (een fase van MS waarbij terugvallen worden gevolgd door (een volledig) herstel) tonen aan dat natalizumab het aantal terugvallen (relapsen) vermindert en de mate van invaliditeit vertraagt.
Natalizumab is niet onderzocht in andere vormen van MS, zoals primair progressieve MS (een fase met een snelle, voortgaande verslechtering van MS), in de vroege fase van MS (eenmalig klinisch voorval met een hoog risico op het ontwikkelen van MS) en bij secundair progressieve MS (een fase waarin een geleidelijke, toenemende verslechtering wordt gezien, maar mensen weinig of geen relapsen hebben) en dient bij deze vormen van MS dan ook niet te worden gebruikt.
Natalizumab wordt gereserveerd voor mensen met MS die ondanks een behandeling met eerstelijns therapie (interferonen beta of glatirameer acetaat) veel terugvallen hebben. Daarnaast is het middel bestemd voor mensen met MS met een ernstige relapsing remitting MS waarbij de aanvallen elkaar snel opvolgen, omdat er voor deze categorie patiënten verder weinig andere behandelmogelijkheden zijn.

## PML (Progressieve Multifocale Encefalopathie)
Door de sterke onderdrukking van het afweersysteem is er een grotere kans op opportunistische infecties, infecties veroorzaakt door bacteriën, virussen en schimmels die alleen bij een verlaagde weerstand tot levensbedreigende infecties kunnen leiden. Een bijwerking is het optreden van progressieve multifocale leukencefalopathie (PML), een potentieel dodelijke hersenziekte door activatie van het JC-virus. Na een sterke toename van het aantal patiënten met PML werd eind 2009 door het  Europees Geneesmiddelenbureau (EMA) een onderzoek ingesteld. Het onderzoek bevestigde dat de kans op PML toeneemt naarmate de behandeling langer duurt. Om artsen en patiënten op het verhoogde risico op PML te wijzen, moeten patiënten bij aanvang en na twee jaar behandeling een formulier ondertekenen waaruit blijkt dat zij op de hoogte zijn van het risico op het optreden van PML.
Het totaal aantal bevestigde PML gevallen per maart 2010 bedraagt 42. Hiervan waren 9 gevallen fataal. In Nederland werd in januari 2010 de eerste patiënt met PML gemeld.
Op 16 maart 2016 zond fabrikant Biogen een brief over risicominimalisatie op PML.

## Status en gebruik
Natalizumab (Tysabri®) is medio 2006 ook in Nederland geregistreerd, en later in België. Het moet in verband met de hierboven beschreven fatale complicatie echter met grote voorzichtigheid worden gebruikt Terugbetalingsvoorwaarden door ziektekostenverzekeraars e.d. zijn dan ook streng.
Onderzoek naar middelen met gelijke werkingsmechanismen CDP323 is inmiddels gestaakt.